# Bombus ussurensis
Bombus ussurensis är en biart som beskrevs av Radoszkowski 1877. Den ingår i släktet humlor och familjen långtungebin. Inga underarter finns listade.

## Beskrivning
På huvud, mellankropp och de två främre bakkroppssegmenten är pälsen ljust brungul, på huvudet med inblandning av svarta hår. Den bakre delen av bakkroppen är svarthårig. Benen är övervägande rödbrunhåriga. Hanarna har ljust rödbrun behåring på mandiblerna.

## Ekologi
Bombus ussurensis är en bergsart som lever ovanför 700 metersnivån. Bona byggs vanligen i underjordiska håligheter. Humlorna försvarar ilsket sina bon. Det förefaller vara relativt vanligt att även arbetarna lägger ägg (eftersom dessa är obefruktade, ger de endast upphov till hanar).

## Utbredning
Arten förekommer i östra Sibirien, kring Ussurifloden, i Manchuriet, Korea och Japan (bergsområden på centrala Honshu och södra Kyushu).